# ويلوبي وليامز جونيور
ويلوبي وليامز جونيور (بالإنجليزية: Willoughby Williams, Jr.)‏ هو مصرفي أمريكي، ولد في 1798، وتوفي في 1882.